# Tuba romana

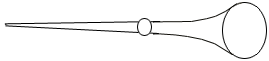
Tuba romana

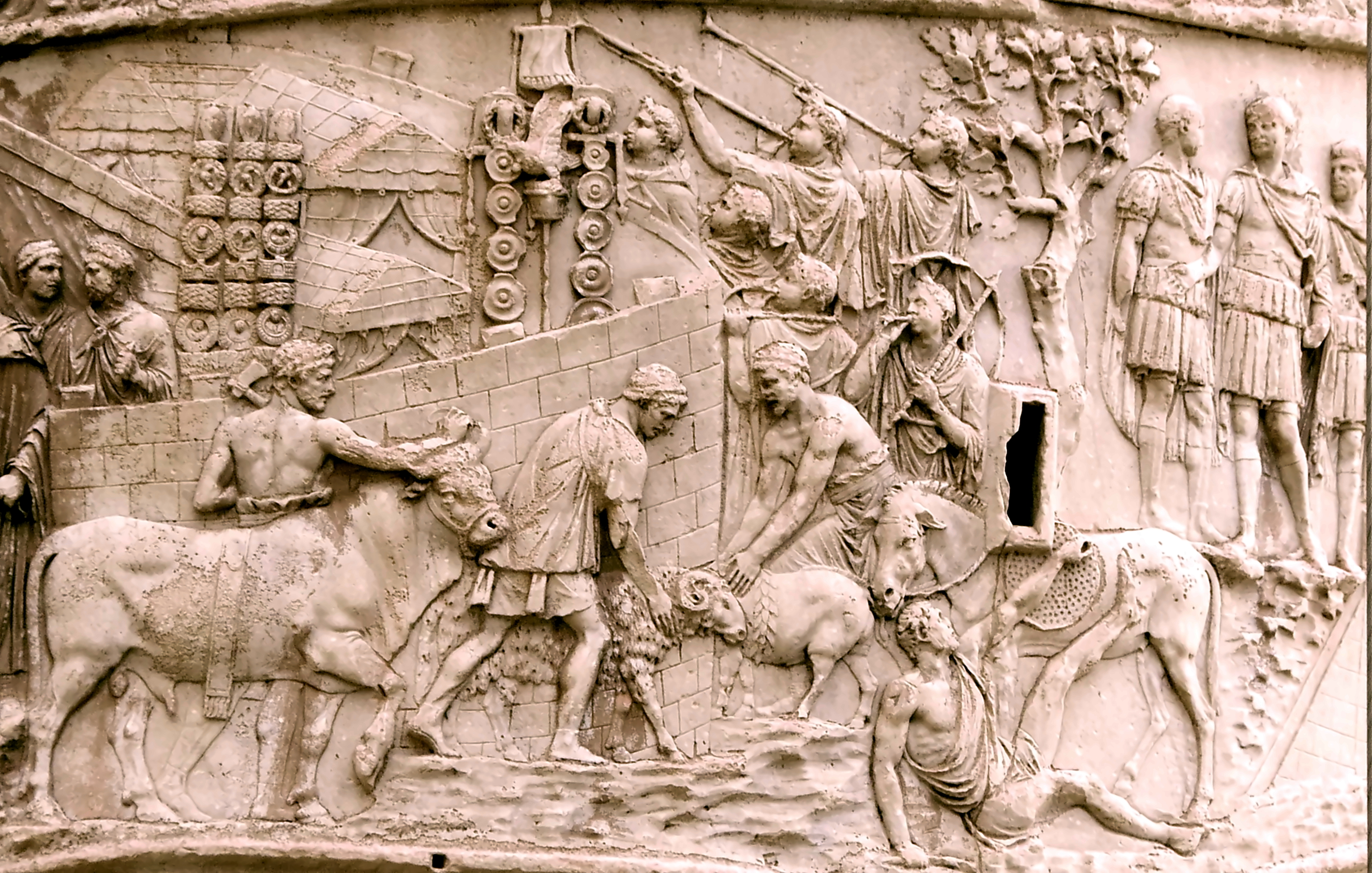
Relleu de la Columna de Trajà on apareixen dos tocadors de tuba entre els músics.

La tuba de l'Antiga Roma era una trompeta militar bastant diferent de la tuba moderna. La tuba (del llatí tubus, que significa "tub") es va començar a fabricar al voltant del 500 aC. La seva forma era recta, en contrast amb la d'altres instruments de vent romans com la buccina o cornu militar, que s'assemblava més a la tuba moderna en corbar-se al voltant del cos de l'instrument.
El seu origen es troba probablement en la civilització etrusca, ja que autors com Diodor de Sicília atribueixen la invenció de les banyes i trompetes als etruscs. És similar al salpinx grec. Mesura aproximadament 1,2 m de longitud, se solia fer de bronze, i era tocada amb un os desmuntable a manera només de boca.
La tuba romana s'utilitzava, igual que altres instruments de vent romans, per emetre senyals militars i va ser assignada a la infanteria (Vegetius, Epitoma rei militaris, II). L'intèrpret de tuba (tubicen) era una professió molt respectada.
La forma recta del tub es va mantenir durant l'època medieval fins al 1400, data a partir de la qual el tub va començar a ser doblegat al voltant del cos de l'instrument.

## Discografia
- 1996 – Music of Ancient Rome, Vol. I. Wind Instruments. Synaulia. Florence. (Amiata ARNR 1396).[1]